# Ubuntu One
Ubuntu One es un servicio de inicio de sesión único basado en OpenID, operado por Canonical Ltd. que permite a los usuarios iniciar sesión en muchos sitios web propiedad de Canonical. Hasta abril de 2014, Ubuntu One también era un servicio de alojamiento de archivos y una tienda de música que permitía a los usuarios almacenar datos en la nube,
El servicio permitió a los usuarios almacenar archivos en línea y sincronizarlos entre computadoras y dispositivos móviles, así como transmitir audio y música desde la nube a dispositivos móviles.
En abril de 2014, Canonical anunció que las funciones de sincronización y almacenamiento en la nube se cerrarían a finales del 31 de julio de 2014, dejando intactas las funciones de inicio de sesión.

## Interfaz

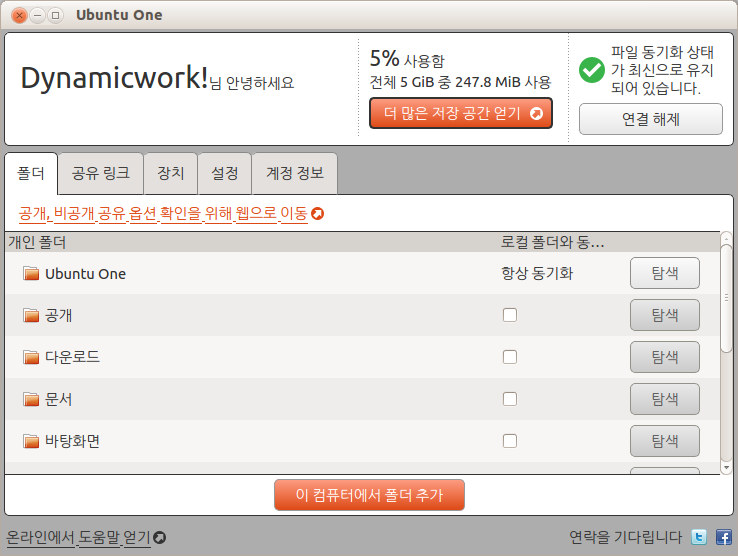
Interfaz de Ubuntu One

Ubuntu One poseía una aplicación cliente disponible para Ubuntu 9.04 o posterior, así como una versión para Microsoft Windows. El cliente para Mac OS X estaba en fase beta para su descarga.
El cliente de Ubuntu estaba integrado con Nautilus, y permitía sincronizar o compartir cualquier archivo o carpeta situado en la carpeta personal del usuario simplemente con hacer clic derecho y seleccionar la opción pertinente. Además, de forma pasiva, podía mantener sincronizado con la nube los marcadores del navegador web Mozilla Firefox, los mensajes de difusión del cliente de redes sociales Gwibber, los contactos de algunos gestores de información personal, la música adquirida en Ubuntu One Music Store y las notas de Tomboy.
El servicio también estaba disponible mediante su página web oficial, aunque solo en inglés.
Posteriormente a su cierre, el código fuente de la aplicación fue liberado como código abierto.

## Planes
Ubuntu One ofrecía de forma gratuita 5 GB de almacenamiento empleables en sincronización pasiva de archivos e información entre un número ilimitado de sistemas que ejecutasen Ubuntu, y compartición de archivos con un número ilimitado de computadores; además de la posibilidad de gestionar el servicio a través de su página web.
Por US$2.99 mensuales, el almacenamiento podía ampliarse a 20 GB y por US$3.99 las capacidades de sincronización podían extenderse a otras aplicaciones y plataformas.

## Críticas
Canonical ha sido criticada de inconsistente con su propia política de uso de la marca Ubuntu al incluirla en la explotación comercial de un servicio de código cerrado, tanto por miembros de la comunidad como de revistas especializadas;
haciendo alusión a que esta política estipula que la marca sólo ha de emplearse en trabajos afiliados al proyecto Ubuntu y sin ánimo de lucro. Pese a todo, los protocolos empleados por el servidor de Ubuntu One son completamente libres y pertenecientes a dicho proyecto.